# Falköpings centralstation

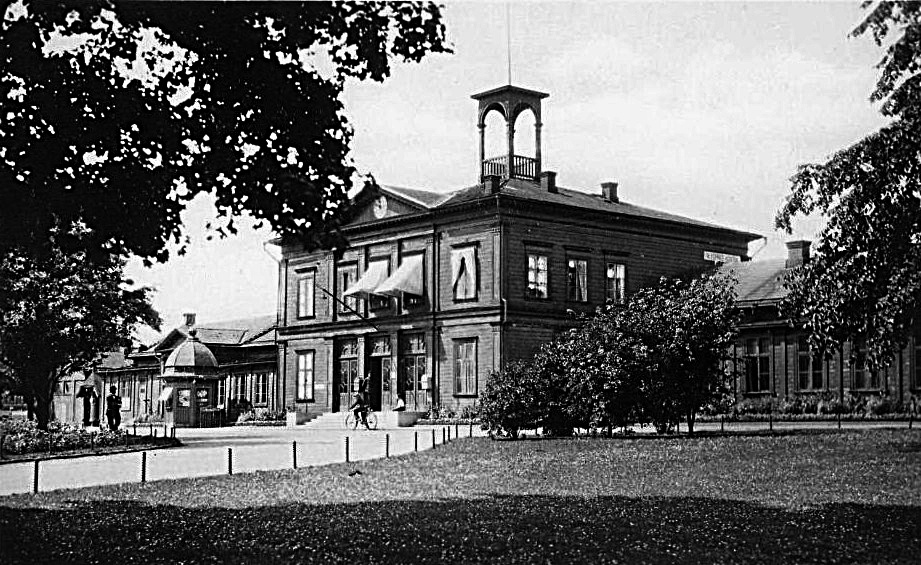
Rantens järnvägsstation från 1858.

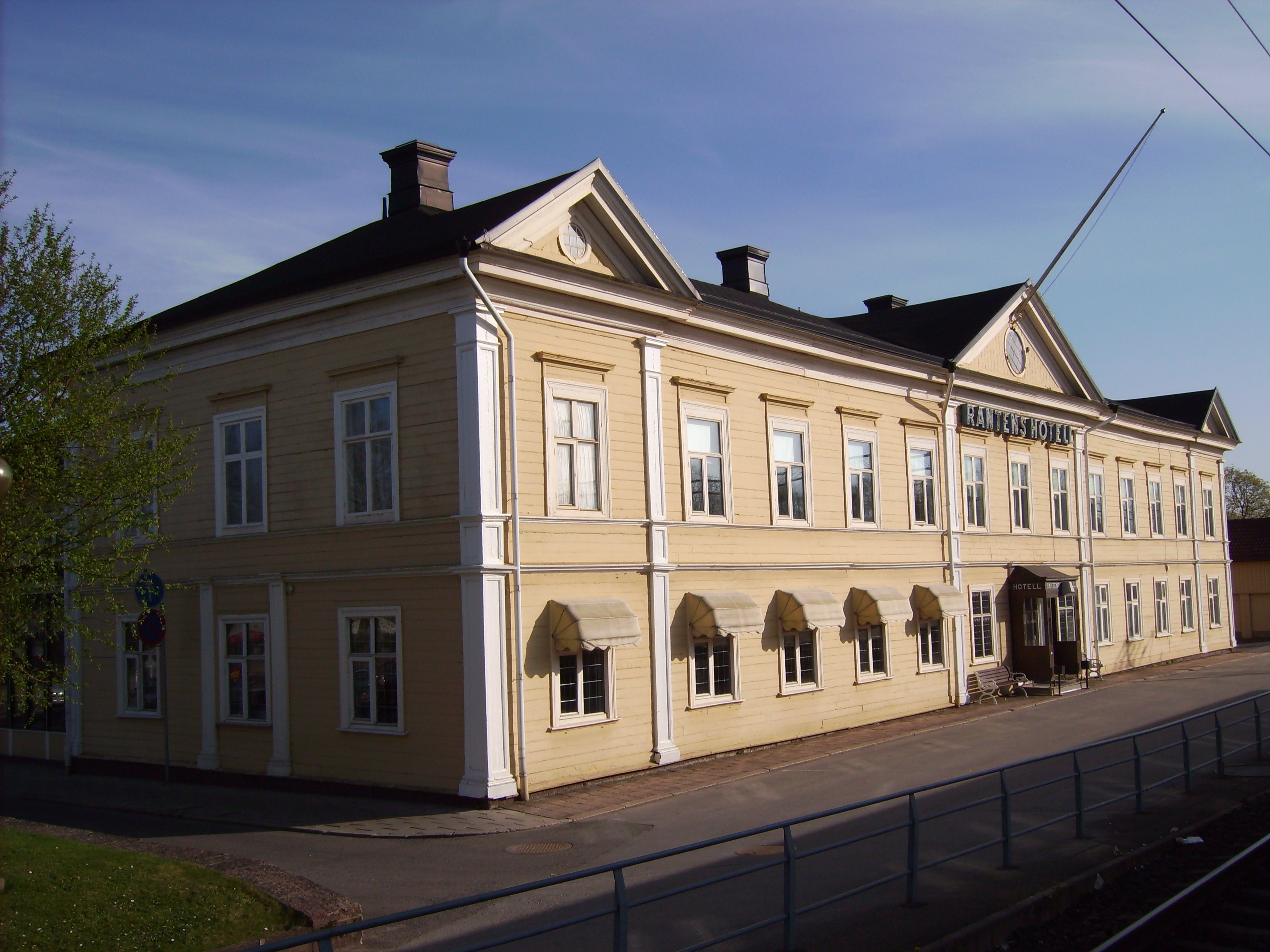
Rantens hotell från 1865. Järnvägshotellet sörjde för resenärernas behov av mat och övernattning under resan.

Falköpings centralstation är en järnvägsstation i Falköping i Västergötland.

## Historik
Det ursprungliga stationshuset uppfördes 1857-1858 och stationen fick namnet Falköping Ranten eftersom den byggdes en bit ifrån dåvarande staden vid gården Ranten. Rantens gård var (1866) på 263 tunnland varav 200 tunnland åkerjord. Namnet Ranten härstammar enligt ortsforskaren Ivar Lundahl från det ålderdomliga ordet rant, som betyder jordrygg.
Stationen var en nyckelknutpunkt i den första statsbanenätet i Sverige. Södra stambanan mellan Falköping och Malmö anslöt här till Västra stambanan mellan Stockholm och Göteborg. Att resa mellan Stockholm och Malmö under 1860-talet innebar byte i Falköping. På 1870-talet minskade betydelsen när järnvägen Nässjö-Katrineholm blev klar.
Ett tag fanns det två järnvägsstationer i Falköping: den nuvarande stationen i Ranten och en station närmare centrum som först kallades Falköping Stad. Efter 1931 bytte den namn till Falköpings Södra och samtidigt bytte stationen vid Ranten namn till Falköping Central.
Citat ur Nordisk Familjebok:

"Under de senaste årtiondena synes 
staden hafva vunnit en icke obetydlig utveckling, 
framkallad deraf att statens jernvägar från 
Stockholm, Göteborg och Jönköping erhållit en 
vigtig mötesstation 1,2 km från staden, dock 
inom dennes område, vid Ranten, der ett slags 
förstad med icke obetydlig rörelse, några fabriker 
m. m. vuxit upp. Stadens hufvudnäringar äro jordbruk, 
spanmålshandel och någon fabriksrörelse. Inberäknadt 
Ranten funnos 1879 derstädes 28 handlande med 
32 biträden, 64 handtverkare med 67 arbetare 
samt 9 fabriker med 53 arbetare och 103,655 
kr. tillverkningsvärde. Den största fabriken var en 
tapetfabrik vid Ranten.

Ranten (Falköping-Ranten), förstad till Falköping 
(se d. o., planritning) med järnvägsstation 
inom Falköpings stads område, där Västra och 
Södra stambanan samt Västra centralbanan (till 
Landeryd) mötas och hvarifrån den smalspåriga 
Falköping-Uddagårdens järnväg utgår. Filial 
af Skaraborgs enskilda bank, hotell, en mängd 
handlande och handtverkare samt något industri, 
bl. a. snickerifabrik, mek. verkstad, hattfabrik 
och mejeri. "

## Trafik
Det är i första hand regionaltågen som stannar vid stationen. Västtrafiks regionaltåg kallas Västtågen och går Göteborg-Skövde samt Skövde-Nässjö. SJ kör också regionaltåg på linjen Göteborg-Skövde-Örebro-Stockholm. Enstaka X 2000 och InterCity-tåg, som körs av SJ, stannar också.

## Arkitektur
Första stationshuset byggdes i trä 1858 och utformades som en kvadratisk mittbyggnad i två plan av fortifikationsingenjör Adolf Wilhelm Edelsvärd. Trafik- och expeditionslokaler fanns på nedre planet och bostäder i övre våningen. Långa envåningsflyglar innehöll väntsalar, vilrum för väntande nattågspassagerare och restaurationssalar med mera.
Stationen bytte namn från Falköping Ranten till Falköping C 1931, och en ny funktionalistisk stationsbyggnad uppfördes 1934 efter ritningar av arkitekt Birger Jonson. Stationshuset är byggnadsminne sedan 1986.